# World Community Grid

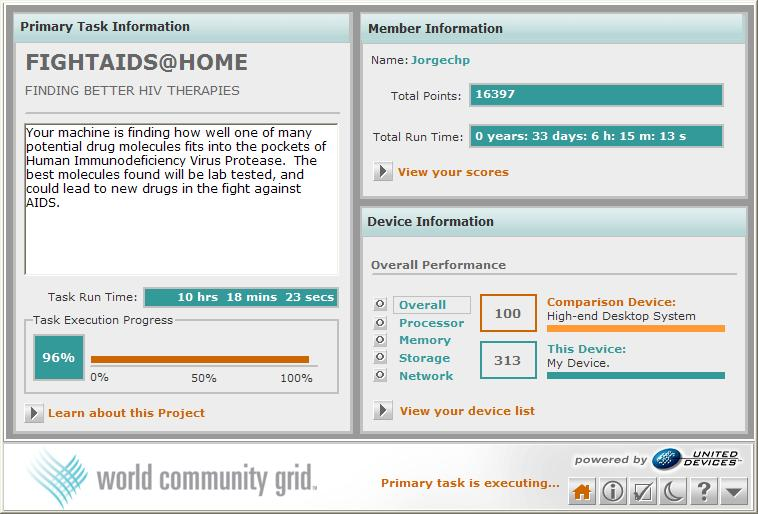
Antiga tela do software do World Communit Grid

World Community Grid é um esforço para criar o maior supercomputador público do mundo para realizar pesquisas científicas que beneficiem a humanidade. O projeto foi criado pelo IBM e atualmente está disponível para Android, Linux, Mac OS X, Raspberry Pi e Windows. Utiliza a plataforma BOINC. Em setembro de 2021, a IBM anunciou a transferência da propriedade do projeto para o Krembil Research Institute da Rede Universitária de Saúde de Toronto.

## História
Anunciado em 16 de Novembro de 2004 pela IBM, o World Community Grid inicialmente funcionava apenas em Windows, usando a tecnologia proprietária da empresa United Devices Inc.
A grande demanda por suporte ao Linux levou o projeto a juntar-se à tecnologia BOINC que é utilizada também por projetos como o Seti@home e o Climateprediction. O suporte ao sistema operacional Mac OS X foi disponibilizado mais tarde.

### Escala do projeto
Em 21 de setembro de 2021, o World Community Grid tinha mais de 33.000 contas de usuário ativas e mais de 154.000 dispositivos ativos. Ao longo do projeto, mais de 2.000.000 anos cumulativos de tempo de computação foram doados e mais de 6 bilhões de unidades de trabalho foram concluídas.

## Como funciona
O software World Community Grid utiliza o tempo ocioso de computadores pessoais para realizar projeções e cálculos, divindo assim o trabalho em milhares de computadores espalhados pelo mundo.
Se um computador está utilizando, por exemplo, apenas 60% da sua capacidade de processamento, o World Community Grid utiliza os 40% restantes e ajusta este percentual conforme a variação da capacidade ociosa do computador. Também existe a possibilidade de configurar o software para funcionar como descanso de tela, utilizando apenas os recursos do computador quando ele está ligado mas não está em uso.
Enquanto alguns outros projetos mundiais de processamento distribuído como o SETI@home ou Genome@home abordam apenas um projeto, o World Community Grid oferece múltiplos projetos humanitários para a participação utilizando um mesmo software. Os projetos são escolhidos criteriosamente por membros de grandes instituições de pesquisa e universidades do mundo inteiro e geralmente são voltados a pesquisas na área da saúde, enovelamento de proteínas, mudanças climáticas e energias renováveis[carece de fontes?]. Entre os requisitos para que um projeto seja escolhido para integrar o World Community Grid, está o compromisso de que os resultados das pesquisas sejam disponibilizados publicamente, a fim de beneficiar toda a comunidade científica.

### Problemas potenciais
O software World Community Grid aumenta o uso da CPU consumindo tempo de processamento não utilizado. Com as CPUs modernas, em que a escala de frequência dinâmica é predominante, o aumento do seu uso faz com que o processador funcione em frequências mais altas, aumentando o uso de energia e o aquecimento do aparelho. Além disso, devido a um foco crescente na eficiência energética, conectar computadores antigos/ineficientes à rede poderá aumentar a energia total/média necessária para concluir os mesmos cálculos. 
O cliente BOINC evita a lentidão do computador usando uma variedade de limites que suspendem a computação quando há recursos livres insuficientes. Ao contrário de outros projetos BOINC, o World Community Grid define os padrões do software de forma conservadora, tornando as chances de danos ao computador extremamente pequenas.

### Estatísticas e competição
As contribuições de cada usuário são registradas e as estatísticas são disponibilizadas ao público. Devido ao fato de que o tempo de processamento de cada unidade de trabalho varia de computador para computador, dependendo da dificuldade da unidade de trabalho, da velocidade do computador e da quantidade de recursos ociosos disponíveis, as contribuições geralmente são medidas em termos de pontos. Os pontos são concedidos para cada unidade de trabalho, dependendo do esforço necessário para processá-lo.
Ao completar uma unidade de trabalho, o cliente BOINC definirá a pontuação do usuário com base em benchmarks de software. Os usuários também podem ingressar em equipes que foram criadas por organizações, grupos ou indivíduos. As equipes permitem um maior senso de identidade da comunidade e também podem inspirar a competição. À medida que as equipes competem entre si, mais trabalho é encaminhado para o grid em geral.

## Resultados científicos
(Atualizado em 01/07/2022)
Desde o seu lançamento, mais de trinta projetos foram executados no World Community Grid. Alguns dos resultados incluem:
- Em fevereiro de 2014, os cientistas do projeto Help Fight Childhood Cancer anunciaram a descoberta de 7 compostos que destroem as células cancerígenas do neuroblastoma sem quaisquer efeitos colaterais aparentes.[8] Esta descoberta, feita com o apoio dos voluntários do WCG, é um passo positivo para um novo tratamento. O projeto anunciou que está buscando uma colaboração com uma empresa farmacêutica para desenvolver os compostos em tratamentos. Dado o sucesso do projeto, os cientistas afirmaram que já estão planejando um projeto de acompanhamento que se concentrará em outros cânceres pediátricos, possivelmente em colaboração com um grupo de oncologia pan-asiático recém-formado, do qual são membros fundadores. [9]

- Em julho de 2012, o Human Proteome Folding Project publicou vários artigos usando dados do WCG. Estes incluem um artigo sobre métodos de validação e um novo banco de dados de previsão de estrutura e função de proteínas; um artigo sobre a identificação de proteínas que regulam os processos humanos; um artigo sobre a análise dos genomas de cinco famílias de plantas e seus proteoma, para os quais WCG foi usado na criação de mais de 29.000 estruturas de proteínas; um artigo sobre o proteoma de Saccharomyces cerevisiae.[carece de fontes?]

- O projeto GO Fight Against Malaria relatou a descoberta de várias moléculas que são eficazes contra a malária e a Tuberculose Resistente a Medicamentos (incluindo TDR-TB, para a qual não há tratamento disponível). O projeto também testou novas moléculas contra MRSA, filaríase e peste bubônica. Os testes de laboratório continuam para transformar essas moléculas em possíveis tratamentos. O GFAM também foi o primeiro projeto a realizar um bilhão de cálculos de encaixe diferentes. Um artigo foi publicado em janeiro de 2015, com mais dois envios pendentes. Em junho de 2015,[10] o projeto relatou que dos dois "hits" descobertos contra uma cepa de tuberculose resistente a drogas, vários "análogos" foram sintetizados, o melhor dos quais inibe o crescimento de Mycobacterium tuberculosis e é relativamente não tóxico para células mamárias.[10] A falta de financiamento impediu mais pesquisas sobre os dados.

- Os cientistas do projeto Discovering Dengue Drugs - Together relataram a descoberta de vários novos inibidores da protease da Dengue, a maioria dos quais também inibe a protease do vírus do Nilo Ocidental. Um punhado deles já entrou em "estudos de farmacocinética e eficácia pré-clínicos cruciais". Em novembro de 2014, uma atualização informou que os cientistas têm uma droga que desativa uma enzima chave que permite que o vírus da dengue se replique. Também mostrou o mesmo comportamento em outros flavivírus, como o vírus do Nilo Ocidental. Não foram observados efeitos colaterais negativos, como toxicidade, carcinogenicidade ou mutagenicidade, tornando este medicamento um candidato  antiviral muito forte para esses vírus. Os cientistas estão agora trabalhando para sintetizar variantes da molécula para melhorar sua atividade e entrar em ensaios pré-clínicos e clínicos planejados.[11] No entanto, em uma atualização de outubro de 2018, a equipe de pesquisa relatou que nenhum de seus projetos atuais produziu um inibidor de protease de dengue altamente potente que poderia ser testado in vivo.

- Em junho de 2013, o Clean Energy Project publicou um banco de dados com mais de 2,3 milhões de moléculas orgânicas que tiveram suas propriedades caracterizadas. Destas, 35.000 moléculas mostraram o potencial de dobrar a eficiência em relação às células solares orgânicas que estão sendo produzidas atualmente. Antes desta iniciativa, os cientistas conheciam apenas um punhado de materiais à base de carbono que eram capazes de converter a luz solar em eletricidade de forma eficiente.[12][13]

- Em fevereiro de 2010, os cientistas do projeto FightAIDS@Home anunciaram que encontraram dois compostos que tornam possível uma classe potencialmente nova de drogas de combate à AIDS. Os compostos se ligam ao vírus em locais de ligação recém-descobertos e, portanto, podem ser usados para "melhorar as terapias existentes, tratar cepas da doença resistentes a medicamentos e retardar a evolução da resistência a medicamentos no vírus".[carece de fontes?]

- Em julho de 2015, o projeto Drug Search for Leishmaniasis anunciou que havia testado os 10 principais compostos com maior eficiência prevista em mais de 100 identificados por meio de unidades de trabalho WCG. Desses 10, 4 mostraram "resultados positivos" em testes in vitro, com um mostrando "um resultado excepcionalmente promissor".[14] Em agosto de 2017, testes in vivo dos 4 compostos em hamsters mostraram resultados favoráveis, com um composto induzindo "uma cura quase completa das lesões em dois dos cinco hamsters".[15] A equipe anunciou que nenhum dos 10 compostos testados tinha atividade antileishmaniose suficiente.[16]

- Em julho de 2015, o projeto Computing for Clean Water anunciou que um artigo havia sido publicado na revista Nature Nanotechnology descrevendo um novo tipo de filtro de água utilizando nanotubos de forma eficiente. "[Os] nanotubos são feitos de folhas de átomos de carbono com a espessura de um único átomo, chamadas grafeno, enroladas em tubos minúsculos, com diâmetros de apenas alguns nanômetros - um décimo de milésimo do diâmetro de um fio de cabelo humano. Os tubos permitem a passagem de moléculas de água, mas bloqueiam patógenos e contaminantes maiores, purificando a água." Ao executar simulações no WCG, os cientistas descobriram que certos tipos de vibrações naturais chamadas fônon, sob condições específicas, podem levar a um aumento de mais de 300% no fluxo de água através dos nanotubos, em comparação com as previsões teóricas anteriores.[16]

- Em abril de 2015, os cientistas do projeto Say No To Schistosoma relataram que uma análise subsequente havia sido realizada e as três substâncias candidatas mais promissoras haviam sido identificadas para testes in vitro. Em março de 2019, os pesquisadores do FightAIDS@Home publicaram um artigo descrevendo "um bolso de ligação de inibidor potencialmente segmentável". Usando o World Community Grid, mais de 1,6 milhão de compostos foram usados para atingir 20 conformações desse bolso. Resultados preliminares sugerem que seja um sítio de ligação plausível para compostos antivirais. Análises adicionais desses compostos são objeto de um estudo independente.[carece de fontes?]

## Projetos concluídos
(Atualizado em 03/07/2018)

### Varíola
O primeiro projeto lançado foi patrocinado pela IBM em conjunto com diversos outros participantes. Ele ajudou a analisar o potencial de candidatos à drogas para terapia do vírus da varíola. 35 milhões de moléculas com potencial de ação foram processadas, resultando em 44 tratamentos potenciais.[carece de fontes?]

### Human Proteome Folding Project
O primeiro projeto de maior efeito lançado foi o Human Proteome Folding Project, ou HPF1, que visava predizer a estrutura de proteínas humanas. Desenvolvido por Richard Bonneau no Institute for Systems Biology, o projeto utilizou o World Community Grid para produzir estruturas utilizando o software Rosetta. A partir deste resultados, os pesquisadores esperam ajudar no entendimento das proteínas humanas e seu funcionamento no organismo (o que é de vital importância para a cura de inúmeras doenças). O trabalho neste projeto foi oficialmente concluído em 18 de Julho de 2006.

### Genome Comparison
Projeto da Fiocruz do Rio de Janeiro lançado em 21 de novembro de 2006. Este projeto brasileiro visa comparar sequências de DNA e buscar por semelhanças entre elas. Os cientistas esperam descobrir com isso genes com uma mesma função e utilizá-los no tratamento de numerosas doenças.

### The Clean Energy Project - Phase 2
Dando continuidade à primeira fase desse projeto, a fase 2 iniciou em Junho de 2010. O objetivo do projeto é determinar novos compostos orgânicos para criar células solares mais eficientes; a fase 1 focou em dinâmica molecular de compostos orgânicos, enquanto a fase 2 tem foco em estruturas eletrônicas. Esse projeto se diferencia dos demais, pois os resultados são enviados diretamente para o servidor da universidade, e não para o servidor do World Community Grid. Além disso, esse projeto possui requerimentos mínimos de hardware, sendo necessários computadores mais poderosos.

### Uncovering Genome Mysteries
Lançado em 16 de Outubro de 2014, este projeto visa comparar mais de 200 milhões de genes de diferentes formas de vida, tais como microrganismos encontrados em algas da costa australiana e do rio Amazonas.

### FightAIDS@Home
Outro projeto, o FightAIDS@Home, foi lançado em 15 de novembro de 2005 no World Community Grid. Desde maio de 2003, este projeto existe, mas utilizava uma outra plataforma, a Entropia, sendo o projeto mais antigo ainda ativo. Neste projeto, cada computador processa uma potencial molécula e testa como ela se comporta em relação à moléculas do vírus HIV. Este projeto foi o primeiro a participar do World Community Grid para pesquisar sobre uma única doença.

### Outsmart Ebola Together
Lançado em 3 de Dezembro de 2014, este projeto é o mais recente. Ele tem como objetivo escanear milhões de moléculas que se acredita serem capazes de desabilitar o vírus da Ebola.

## Projeto Ativos
(Atualizado em 03/07/2018)

### OpenZika
Com a epidemia do vírus da Zika ocorrida no Brasil ao longo de 2016 e 2017, uma equipe de pesquisa da Universidade Federal de Goiás propôs o projeto OpenZika, uma colaboração entre instituições de diferentes países que objetiva estudar possíveis compostos promissores no combate ao vírus e o desenvolvimento, no longo-prazo, de novos medicamentos.

### Mapping Cancer Markers
Lançado em Novembro de 2013, estima-se que o projeto seja concluído em Agosto de 2015, se mantidas constantes a quantidade de tarefas e o poder de processamento atuais. Seu objetivo é identificar possíveis indicadores de diversos tipos de câncer, analisando milhões dados, coletados a partir de pacientes saudáveis e doentes.

### Microbiome Immunity Project
Objetiva compreender as estruturas proteicas da microbiota humana e qual o papel exercido pelas bactérias presentes no organismo humano no desenvolvimento de doenças como Diabetes mellitus.

### FightAIDS@Home - Phase 2
A partir dos resultados prévios obtidos com a primeira fase do FightAIDS@Home, a sua segunda versão objetiva analisar compostos promissores e reduzir a incidência de compostos falso-positivos e falso-negativos.

### Smash Childhood Cancer
Este projeto busca estudar moléculas e proteínas que demonstraram um papel promissor no combate de certos tipos de cânceres infantis, tendo como objetivo principal o desenvolvimento de novas drogas e compostos capazes de atuar no tratamento deste tipo de câncer.

### Help Stop TB
Este projeto  simula o comportamento e a química de ácidos micólicos para entender melhor como eles protegem a bactéria da tuberculose de drogas e do sistema imunológico humano. Dessa forma objetiva-se, no longo prazo, desenvolver novos tratamentos mais eficazes para a tuberculose, reduzindo a taxa de mortalidade da doença.

### Africa Rainfall Project
Africa Rainfall Project (lançado em outubro de 2019) usará o poder computacional do World Community Grid, dados da The Weather Company e outros dados para melhorar a modelagem das chuvas, o que pode ajudar os agricultores da África Subsaariana a cultivar com sucesso suas colheitas.